# باشگاه بسکتبال بیم مازندران
بیم مازندران باشگاه بسکتبالی در شهر بابل بود که در لیگ برتر بسکتبال ایران حضور داشت. این تیم در گذشته با نام‌های «شهرداری بابل» و «گلین ماکارون» در لیگ برتر و لیگ دسته ۱ حضور داشت.
- توماج کریمیان
- کوین جوبتی
- گارث چوزپ
- موسی نبی پور
- پویا تاجیک
- ایمان زندی
- سومایلا ساماکه
- کوین جمال برادلی
- میشل بیرز داوسون
- کالوین کیج جر
- کریس کامرون
- آشلی چامپهون
- وایتاری ماش
- جوش مور